# Lingue delle Salomone centrali
Le lingue delle Salomone centrali sono una famiglia di lingue papuasiche, composta da quattro lingue, parlate in alcune isole che occupano la parte centrale delle Isole Salomone.

## Classificazione e distribuzione
La famiglie è composta da 4 lingue attive:
- Lingua bilua [codice ISO 639-3 blb]: parlata da circa 9.000 persone nell'isola di Vella Lavella;
- Lingua lavukaleve [lvk]: parlata da circa 1.800 persone nelle Isole Russell;
- Lingua savosavo [svs]: parlata da circa 2.400 persone nell'Isola di Savo;
- Lingua touo [tqu]: parlata da circa 1.900 persone nell'isola di Rendova.